# Cômoda
Cômoda (português brasileiro) ou cómoda (português europeu) é um móvel baixo, com gavetas para guardar roupa ou objetos diversos.

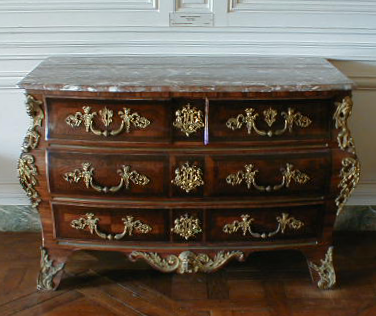
Cómoda do reinado de Luís XV

A cômoda surgiu no final do século XV e, desde então, se tornou um movel muito popular. Seu estilo mudou bastante ao longo do tempo. Eis abaixo os tipos mais destacados:
- Estilo Luís XV. É a cômoda mais comum, com dois puxadores.
- Estilo Luis XVI. Possui uma gaveta profunda e estreita em cima e duas mais abaixo de mesma profundidade, porém mais estreitas; os pés são estilizados no assim chamado estilo à grega.
- Estilo Queen Ann, século XVIII. É caracterizada por reduzir o tamanho das gavetas conforme se aproximam da parte superior.
- Estilo vitoriano. Muito popular, é a cômoda alta e com espelho.